# Handhaving van belastingen
Om het belastingrecht te handhaven is er een recht nodig dat de oplegging van aanslagen, boetes, maatregelen en de invordering van belastingen regelt. Hier wordt in voorzien door een geheel van wetten en delen van wetten, het formeel belastingrecht. Belastingrecht is bestuursrecht, maar bevat ook strafbepalingen om fraudeurs te bestraffen. De invordering van belastingen wordt gezien als de afhandeling van een normale schuld, een privaatrechtelijke verhouding. Dit maakt het formeel belastingrecht tot een mengelmoes van rechtsgebieden: bestuurs- en procesrecht, belastingrecht, burgerlijk procesrecht of formeel privaatrecht en strafrecht.

## Handhaving in Nederland
De volgende wetgeving is in beginsel van toepassing:
- Delen van de Algemene wet bestuursrecht,
- De Algemene wet inzake rijksbelastingen,
- De Invorderingswet 1990,
- Delen van het  Wetboek van burgerlijke rechtsvordering en
- Delen van het Wetboek van strafvordering.

## Handhaving in België
In België hebben alle belastingwetboeken, het Wetboek van de inkomstenbelastingen, het Wetboek van de successierechten, het Wetboek van vennootschappen en verenigingen, het Wetboek van de belasting over de toegevoegde waarde, enz., hun eigen bepalingen over de handhaving van de belasting, meestal onder het hoofdstuk vestiging en invordering. Die hoofdstukken gaan dus over de aangifte, controle, bewijsmiddelen, bezwaar, invordering, strafbepalingen en dergelijke meer. Veel bepalingen zijn gelijkluidend in de verschillende wetboeken en er zijn daarom ook al stemmen opgegaan om die allemaal bijeen te brengen in één enkele wet op de belastingprocedures.  
Intussen komen ook internationale rechtsbronnen, en vooral het Europees Verdrag voor de Rechten van de Mens (ERVM) hun zeg doen over de belastingprocedure. Artikel 6 EVRM zegt onder meer dat iedereen recht heeft op een eerlijke behandeling binnen een redelijke termijn. De interesses van de belastinginspecteur willen ook weleens botsen met het recht op privacy, onder andere geformuleerd in artikel 8 EVRM. Ook het grondwettelijk gelijkheidsbeginsel wordt meer en meer door ontevreden belastingbetalers ingeroepen, zeker niet altijd ten onrechte. Dit alles maakt de wetgeving heel complex.  